# May May Win
May May Win est un nom birman ; les principes des noms et prénoms ne s'appliquent pas ; U et Daw sont des titres de respect.
May May Win (birman : မေမေဝင်း, née Khin Mya Mya) était une actrice et une danseuse de anyeint (en). Elle est principalement connue pour un film de 1941, Bo Aung Din (en), où elle interprétait un personnage nommé Mya Mya Win.